# Тіпот Віктор Якович
Віктор Якович Тіпот (справжнє ім'я — Віктор Якович Гінзбург; нар. 1 (13) травня 1893, Одеса — пом. 20 жовтня 1960, Москва) — радянський театральний діяч, сценарист і драматург, режисер, публіцист, письменник. Засновник (спільно з Д. Г. Гутманом) Московського театру сатири (1924).

## Біографія
Народився в Одесі, у сім'ї інженера Якова Мойсейовича Гінзбурга і Рахілі (Раїси) Давидівни Гінзбург (уродженої Гольденберг; 1867—1942). Батько працював на продуктовій фабриці на Успенській вулиці, будинок № 35. Після смерті батька в грудні 1909 року жив із сестрою і матір'ю під опікою дядька — інженера-хіміка Марка Мойсейовича Гінзбурга (?-1934). Сестра — літературознавиця Лідія Яківна Гінзбург (у дитинстві відома як Люся Гінзбург).
Псевдонім Тіпот завдячує своїм походженням друзям письменника і його власному почуттю гумору. За довгий ніс Віктор Гінзбург отримав у дружньому колі прізвисько «чайник». Його англійський еквівалент (англ. tea pot) і став творчим псевдонімом Віктора Яковича.
Закінчив гімназію в Одесі (1911). Навчався в Німеччині, в 1918 закінчив Імператорський Новоросійський університет. Після Жовтневого перевороту автор і режисер театру мініатюр Крот (рос. «Конгрегация рыцарей острого театра»). У 1924 році спільно з Давидом Гутманом заснував Московський театр сатири, деякий час був його художнім керівником.
Наприкінці 1930-х років заснував разом із Давидом Гутманом Московський театр мініатюр.
Співавтор лібрето знаменитих радянських оперет: «Весілля в Малинівці» Б. О. Александрова, «Дівочий переполох» Ю. С. Мілютіна та «Вільний вітер» І. О. Дунаєвського.
Автор гумористичних номерів і скетчів для відомих сатириків естради 1950-х років, спогадів про І. О. Дунаєвського (1957); написав автобіографію (1943, 1952).
Проживав у Москві, у Лиховому провулку.
Помер у жовтні 1960 року, похований на Введенському цвинтарі, дільниця № 18.

## Родина
- Дружина — Надія Германівна Блюменфельд (1891—1970), актриса, перекладач та театральний художник, дочка правознавця Г. Ф. Блюменфельда.
  - Дочка — письменниця Наталія Соколова.

### Дитяча книга
- Віра Інбер, Віктор Тіпот. «Крихітки-сороконіжки». Мал. В. Твардовського. Л. «Райдуга», 1928

### Кіносценарії
- 1954 — Веселі зірки
- 1961 — Вільний вітер
- 1975 — Дівочий переполох

### Публіцистика
- Щодо сатири взагалі і «театру сатири» зокрема // Естрада без параду. М., 1991.

### П'єси
- Блакитний діамант, у співавторстві з В. М. Інбер, Д. Кесслером (поч. 1920-х років)
- Ведмедик, крути!, у співавторстві з Д. Г. Гутманом (1925)
- Чарівні сни Артура Страйка, у співавторстві з М. А. Адуєвим (1949)
- Мрії… мрії… — (1926)
- Бита карта — у співавторстві з В. В. Винніковим (1953);

### Лібрето
Оперети:
- Весілля в Малинівці, у співавторстві з Л. А. Юхвідом (1937—1938)
- Перська князівна (1945)
- Дівочий переполох, у співавторстві з М. П. Гальперіним (1945)
- Вільний вітер у співавторстві з В. В. Винніковим та В. К. Крахтом (1947)
- Права рука (1949)
- Син клоуна у співавторстві з Є. М. Помєщиковим (1950)
- Фамільна коштовність у співавторстві з В. В. Винніковим (1959)
- Три зустрічі (1942)